# Átviteli hálózat

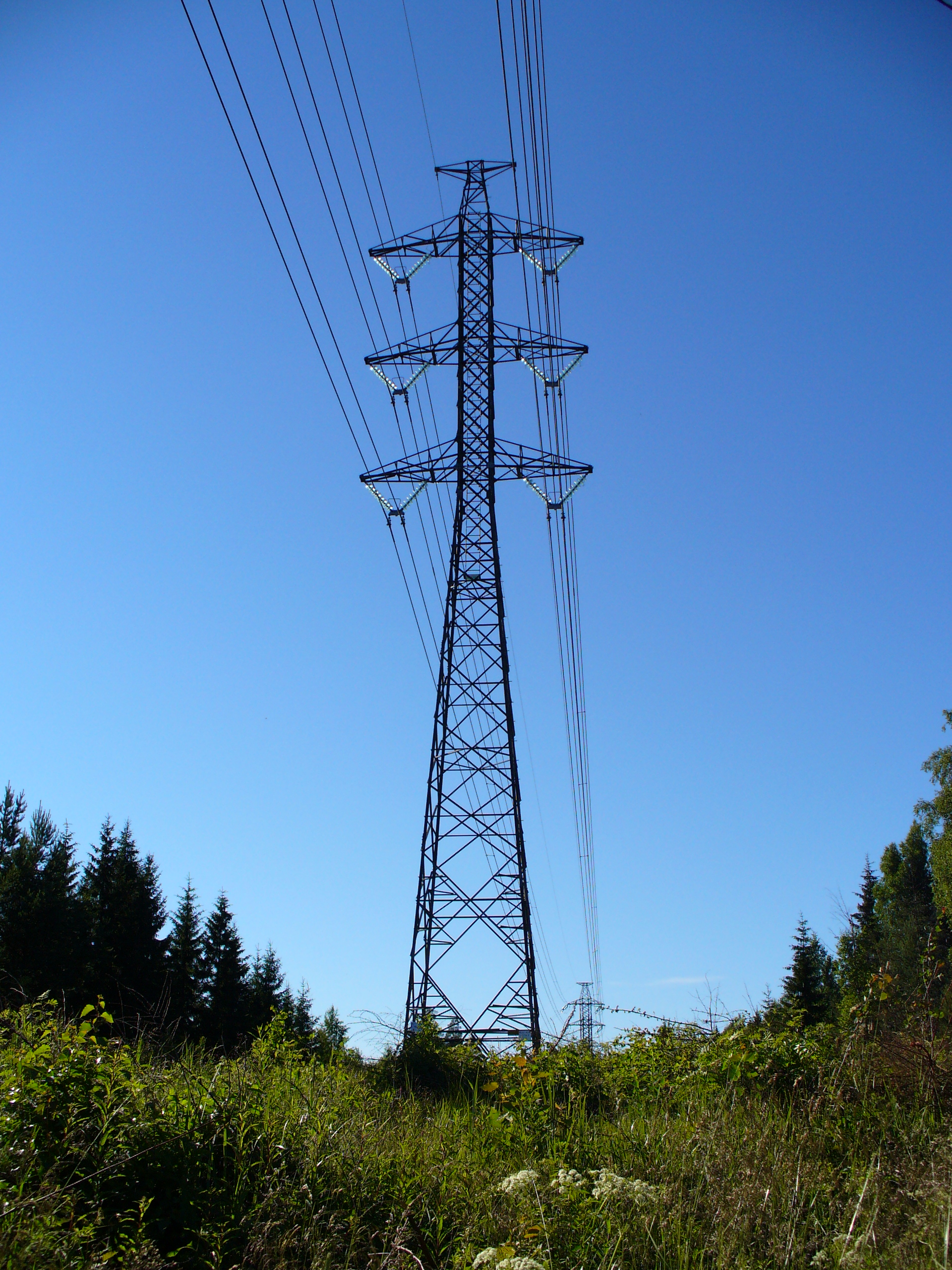
Nagyfeszültségű vezeték Helsinki közelében

Az elektromos átviteli hálózat célja nagy mennyiségű elektromos energia szállítása a fogyasztókhoz. Az átviteli hálózat vezetéke tipikusan egy erőmű és egy lakott település mellett lévő alállomás között fut. Az elosztó hálózat pedig az alállomás és a fogyasztó közötti energiaszállításért felelős. Az elektromos energia átvitel lehetővé teszi távoli energiaforrások (mint például vízerőmű) összekötését a fogyasztókkal. A nagy mennyiségű előállított energia miatt az átvitel nagyfeszültségen (110 kV-on, vagy felette) történik.
Az elektromosságot sokszor nagy távolságokra szállítják, föld feletti, magasan elhelyezett vezetékeken. Föld alatti vezetékeket csak sűrűn lakott területeken alkalmaznak, a magas kiépítési és karbantartási költségek miatt, továbbá a nagy meddő teljesítmény termelése nagy töltőáramokat és a feszültség kezelésének nehézségét okozza. Ez a mód lehetővé teszi a silány minőségű energiaforrások (például lignit) hasznosítását nagy tömegben, amit másképp túl költséges lenne a felhasználókhoz szállítani.
Az átviteli hálózatot gyakran nem hivatalosan rácshálózatnak hívják, de gazdaságossági szempontok miatt, ez nem vehető matematikai rácshálózatnak. Redundáns útvonalak és vezetékek vannak kiépítve annak érdekében, hogy a villamosenergia az erőműtől a fogyasztóig több útvonalváltozaton is áramolhasson, figyelembe véve az átviteli út költséghatékonyságát és az átvinni kívánt energia árát. A rendszerirányító cégek sok analízist végeztek, hogy megállapítsák az egyes vezetékek még megbízhatóan átvitt maximális szállítókapacitását, ami rendszerstabilitási megfontolások miatt kevesebb lehet a vezeték fizikai vagy hőtűrési határértékénél. Számos országban az áramszállító cégek szabályozásának megszüntetése vezetett a megbízható és gazdaságos átviteli hálózatok iránti megújult érdeklődéshez. A szabályozások megszüntetése azonban néhány esetben katasztrófához vezetett, például a 2000 és 2001-ben bekövetkezett kaliforniai áramhiányhoz.

## Váltakozó áramú átvitel

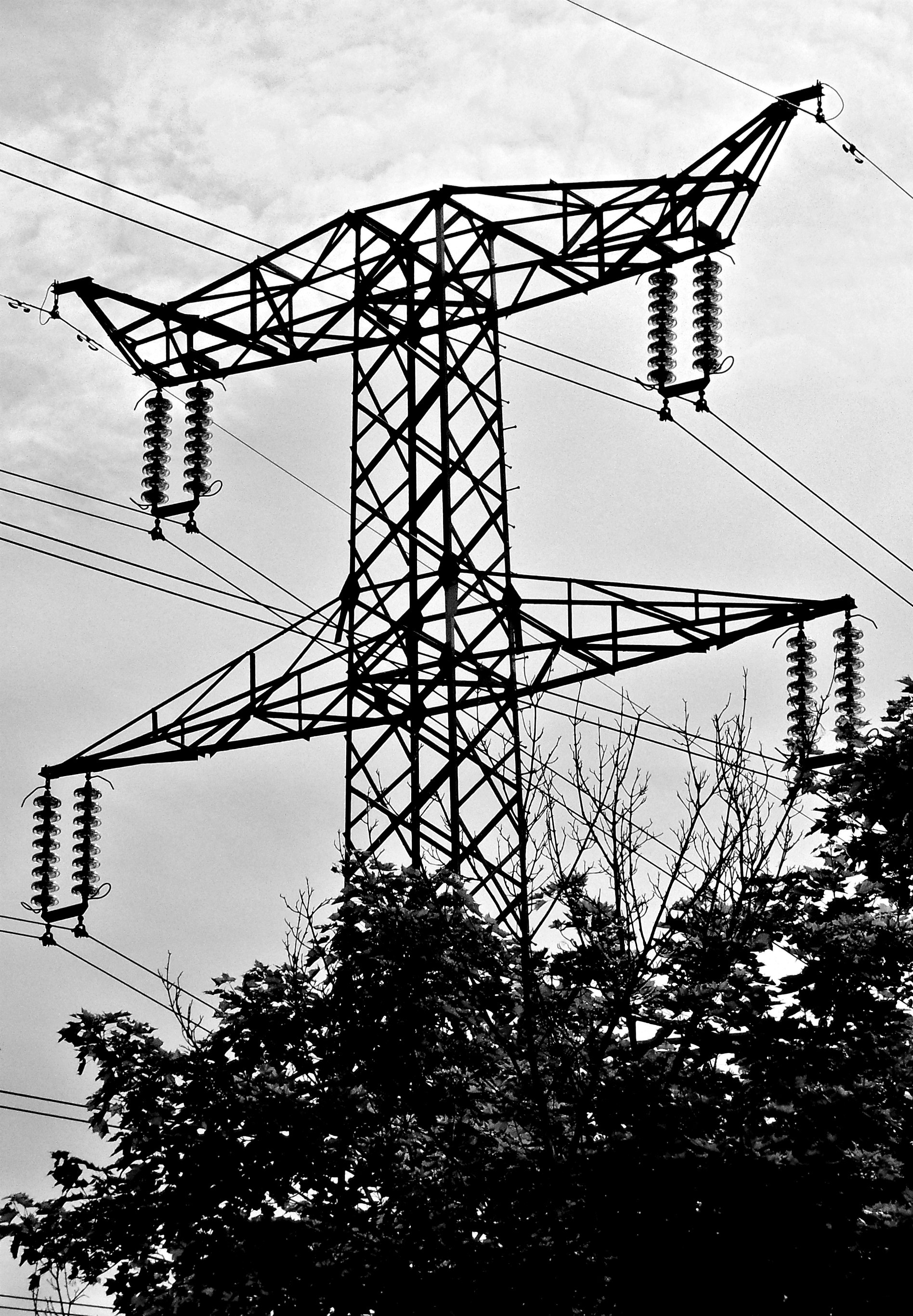
Nagyfeszültségű távvezeték Budapesten

A váltakozó áramú átvitelt néha AC átvitelnek is hívják, tekintve az angol elnevezést (AC = alternating current, azaz váltakozó áram). Az átvitel leginkább három fázisú. Az egyfázisú váltóáram használata jellemzően  nagyvasúti elektromos vezetékeknél jelenik meg. A városi vasutakat és egyéb kötöttpályás közlekedési alágazatokat (metró, villamos, HÉV, trolibusz) jellemzően 600-1100 V feszültségű egyenárammal látják el.
A felsővezetéket nem burkolják szigetelővel. A vezető anyaga majdnem mindig alumínium huzal, amelyet több szálból fűznek össze, és egyes esetekben acélhuzallal erősítenek meg. A vezető keresztmetszete 12-750 mm² között változhat, különböző elektromos kapacitással, és különböző áramszállító kapacitással. Nagyfeszültségen a vastagabb vezetékek áramszállító kapacitása csak kicsivel növekszik, köszönhetően a skin-hatásnak, aminek következtében az áram csak a felületen halad.
Manapság az átvitel feszültségszintje leginkább 120 kV és afeletti. Ennél nagyobb feszültségeket leginkább hosszú vonalakon használnak, ahol alacsony a terhelés. A 120 kV alatti feszültségeket elosztó hálózatokban használnak. A 245 kV feletti feszültségeket igen nagy feszültségnek nevezik, melyek kialakítása során szigorú minőségi követelményeknek kell megfelelniük.
A vezetékek csomópontjaiban alállomások találhatók, amik gyűjtősínein történik az energiaátvitel koordinációja.

## Az átvitel története
Az elektromosság kereskedelembe kerülésének első éveiben a termelés és a fogyasztás azonos feszültségen történt, főleg világító és mechanikai fogyasztókkal, és a távolság az erőmű és a fogyasztók között erősen behatárolt volt. Eredetileg egyenáramú energiatermelés létezett, ami megnehezítette a feszültség változtatást a nagytávolságú átvitel érdekében. Továbbá a különböző típusú fogyasztók, mint világítás, beépített motorok, vasúti vezetékek különböző feszültségszinteket igényeltek, aminek érdekében különböző generátorokat és hálózatokat üzemeltettek.
1888-ban Nikola Tesla előadást tartott az Amerikai Mérnökegylet előtt, Váltóáramú generátorok és transzformátorok új rendszere címmel, amelyben vázolta a váltóáram előállításának és szállításának hatékonyságát lehetővé tévő fejlesztéseket. Tesla közzétett szabadalmai, tanulmányai és technikai cikkei alkalmasak arra, hogy az energiaátvitel modern rendszerét megértse valaki. Tesla szabadalmainak megszerzése tette a Westinghouse céget az iparág kulcspozíciójába, a teljes energiarendszer összes komponensének gyártásával.
Az úgynevezett „egyetemes rendszer” transzformátorokat használt a generátorok által megtermelt energiának, tovább szállításhoz alkalmas feszültségre történő feltranszformálására, és az átviteli hálózat és a helyi elosztó hálózat összekötésére. A háromfázisú transzformátor szabadalmát Déri Miksa, Bláthy Ottó és Zipernowsky Károly jegyeztette be. Alkalmasan választott működési frekvenciával mind a világítási, mind a motorikus fogyasztókat ki lehetett szolgálni. Forgó áramátalakítók lehetővé tették a váltóáram és az egyenáram közötti átjárást, továbbá a megtermelt energiától eltérő frekvenciájú energiát igénylő fogyasztók összekapcsolását. A minden fogyasztói igényt általánosan kielégítő erőművek megalkotása gazdaságilag is jelentős lépés volt, tekintve a kisebb tőkeigényt, illetve a terhelési arány (csúcsterhelés per átlagos terhelés) megnőtt, jobb hatékonyságot eredményezve, lehetővé téve az olcsóbb és szélesebb körben elterjedt villamos energiát.
Mivel az erőműveket össze lehetett kötni széles területen, kevesebb generátort kellett tartalékolni, és így az áramtermelés ára csökkent. A leghatékonyabb erőművek egész nap szolgáltatnak energiát, a napon belül változó fogyasztás kiszolgálását szisztematikusan felépített sorrendben belépő erőművek elégítik ki. A hálózatok megbízhatósága javult, és a befektetendő tőke csökkent, mivel a készenlétben lévő tartalék generátorokat jóval több fogyasztó között tudják megosztani az aktuális fogyasztás növekedése esetén. Így a távoli és az olcsó energiatermelési lehetőségek, mint például a vízenergia és a bánya közelében lévő erőművek olcsóbb energiatermelést eredményeztek.
Az első háromfázisú váltakozó áramú átviteli hálózat, ami nagyfeszültségen létesült, 1891-ben létesült Frankfurtban, a Nemzetközi Elektromos Kiállításon. A vezeték 25 kV-os, közel 175 kilométer hosszú volt, Laufent és Frankfurtot kötötte össze.
Kezdetben az átviteli hálózaton ugyanolyan szigetelőket alkalmaztak, mint a telegráf és telefonvonalakon. Ezek alkalmazásának gyakorlati határa 40 kV volt. 1907-ben, Harold W. Buck és Edward M. Hewlett feltalálta a korongos szigetelőt, ami lehetővé tette, hogy bármilyen hosszúságú nagyfeszültségű szigetelőt lehessen kialakítani. Az első nagyméretű vízerőműveket az USA-ban a Niagara-vízesésen helyezték üzembe, ami a New York állambeli Buffalót látta el átviteli hálózaton keresztül. Teslának egy szobra áll a Niagara vízesésnél tudományos eredményeinek tiszteletére.
Az elektromos átvitelben használatos feszültségek az egész huszadik században növekedtek. 1914-re 55 olyan hálózat működött, aminek üzemi feszültsége 70 kV felett volt, a legnagyobb alkalmazott feszültség 150 kV körül alakult. Az első háromfázisú váltakozó áramú 110 kV-os energiaátvitel 1912-ben Németországban, Lauchhammer és Riesa között. 1929. április 17-én az első 220 kV-os vezeték Németországban készült el, a Köln melletti Brauweilertől a Frankfurt melletti Kelsterbachon és a Mannheim melletti Rheinaun keresztül az ausztriai Ludwigsburg-Hoheneckig tartott. A vezeték legnagyobb részét úgy tervezték, hogy később 380 kV-ra lehessen fejleszteni. Azonban az első 380 kV-os átvitel csak 1957. október 5-én valósult meg a rommerskircheni alállomás és Ludwigsburg-Hoheneck között. Az első szuper-nagyfeszültségű, 735 kV-os átvitel 1967-ben készült el, a Hydro-Quebec vezeték. Az első 1200 kV-os átvitel 1982-ben, a Szovjetunióban valósult meg, amely ma 400 kV-on üzemel, és Kazahsztánban található (en:GRES-2 Power Station).
A 20. századi gyors iparosodás az átviteli vezetékeket és hálózatokat a gazdasági infrastruktúra kritikusan fontos részévé tette a legfejlettebb ipari országokban. A helyi erőművek és a kicsi elosztó hálózatok összeköttetésének a legnagyobb ösztönzést az első világháború adta, amikor a kormányok nagyméretű erőműveket építtettek, hogy energiával lássák el a lőszergyárakat; később ezek az erőműveket a nagytávolságú átviteli hálózatra csatlakoztatták, hogy kiszolgálja a lakossági fogyasztást.

## Természetvédelem
Egyes madárfajok számára veszélyt jelent az elektromos hálózat. A nagyobb szárnyfesztávolságú madarak közül főként azok vannak veszélyben, amelyek az oszlopot kiülésre használják. Az egerészölyvek, kerecsensólymok, parlagi sasok, kék vércsék, gólyák áramütés áldozatává válhatnak, amikor egy középfeszültségű elektromos oszlopra szállnak. 2012-ben Magyarországon 19 faj 377 elhullott példányát találták a vizsgált 6911 oszlop alatt. A madarak vonulási útjában (például tavak mellett) elhelyezett oszlopok, vezetékek is sok áldozatot szednek, amikor a ködben nekirepülnek. A hazai elektromos vezetékhálózatnak 10 százaléka már madárbarát.